# 迷失1971
《迷失1971》（英語：71）是一部2014年英国历史动作片，格雷戈里·伯克编剧，亞恩·迪曼奇执导，杰克·奥康奈尔、西恩·哈里斯、大卫·威尔莫特、理查德·多马和保羅·安德森等主演。本片讲述一名英国士兵在1971年贝尔法斯特因北爱尔兰问题爆发骚乱期间，跟部队斷連的故事。於北爱尔兰取景。影片获得英国电影学院、Film4、苏格兰创意和约克郡荧屏的资助 ，于第64届柏林国际电影节竞赛单元首映。

## 演员
- 杰克·奥康奈尔[6] 饰 加里·胡克
- 理查德·多马 饰 Eamon
- Jack Lowden 饰 Thompson ("Thommo")
- Charlie Murphy 饰 Brigid
- 大卫·威尔莫特 饰 Boyle
- 西恩·哈里斯 饰 Captain Sandy Browning
- Killian Scott 饰 James Quinn
- Sam Reid 饰 Lt. Armitage
- Barry Keoghan 饰 Sean
- 保羅·安德森 饰 Sergeant Leslie Lewis
- 傑克·洛登 饰 Sergeant Leslie Lewis
- Martin McCann 饰 Paul Haggerty
- Babou Ceesay 饰 Corporal
- Corey McKinley 饰 Loyalist child
- 保罗·帕普利维尔 饰 Training Corporal

## 评价
烂番茄的评论聚合器基于36条接受调查的评论，打出高達98%的“新鲜度”，给予本片积极评价，平均评价为7.7/10。网站共识写道：“强有力的自导自演作品，《迷失1971》保持忠于改编自真实事件的根源，剩下的就是扎扎实实地制作动作惊悚片 。”Metacritic则给出79/100的基于10条评论的评价
。
本片赢得2014年英国独立电影奖的最佳导演奖，兼有九项提名。

## 奖项
第64届柏林国际电影节（提名）
- 金熊奖：亞恩·迪曼奇
- 最佳长片奖：[[亞恩·迪曼奇

欧洲电影奖（提名）
- 欧洲年度发现：亞恩·迪曼奇

英國獨立電影獎（提名）
- 最佳獨立英國影片：亞恩·迪曼奇

第68届英国电影学院奖（提名）
- 亚历山大·柯达最佳英国电影奖：罗宾·古奇、安格斯·拉蒙特、亞恩·迪曼奇、格雷戈里·伯克
- 英国本土杰出电影处女作：亞恩·迪曼奇、格雷戈里·伯克

来源：